# Melanopareia
Melanopareia là một chi chim trong họ Melanopareiidae.

## Các loài
Chi này được ghi nhận có 4 loài:

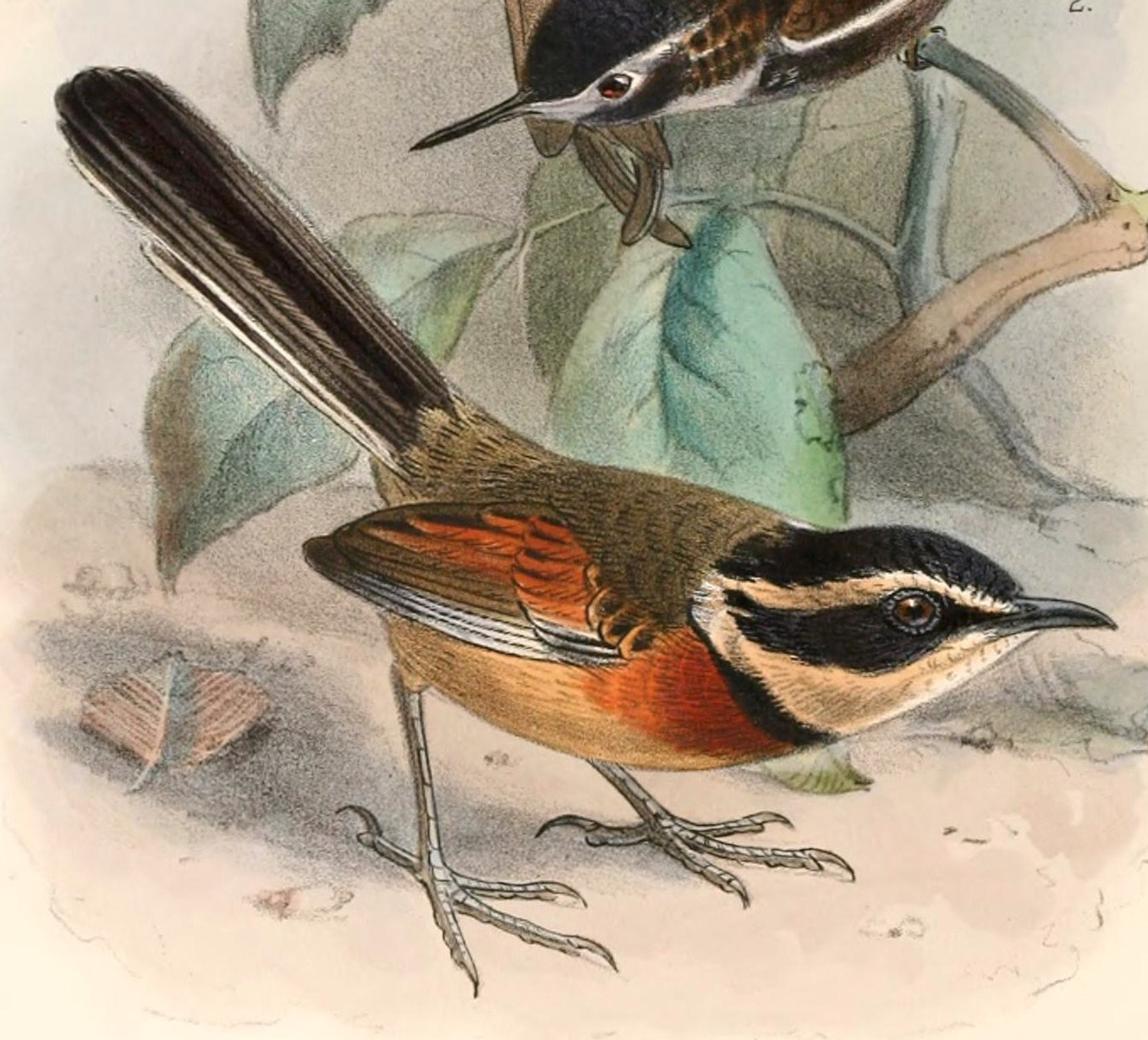
Melanopareia elegans Keulemans, 1897

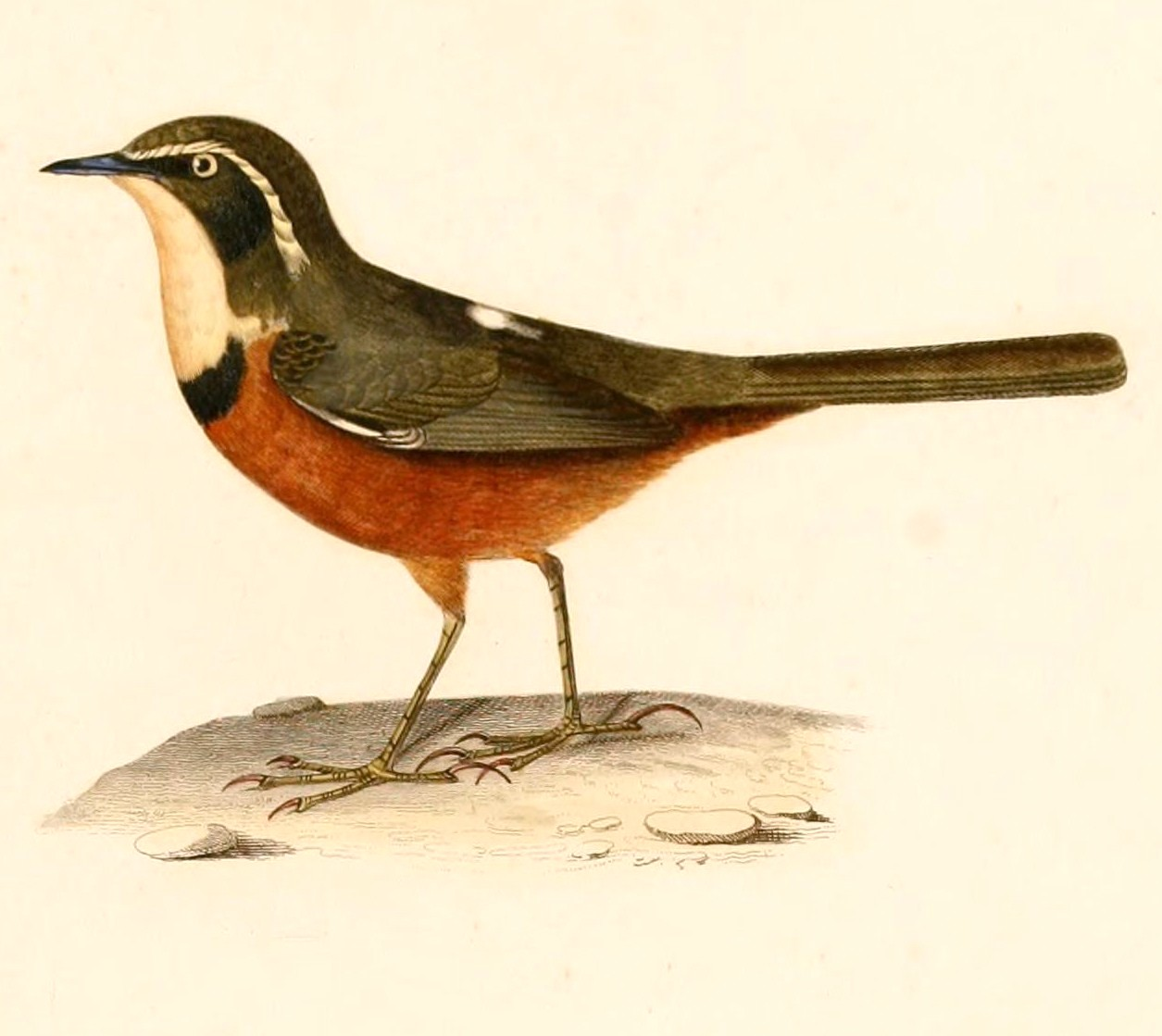
Melanopareia maximiliani d'Orbigny, 1847

- Melanopareia elegans (Lesson, 1844)
- Melanopareia maranonica Chapman, 1924
- Melanopareia maximiliani (D'Orbigny, 1835)
- Melanopareia torquata (Wied-Neuwied, 1831)